# Giorgio Demetrio Gallaro

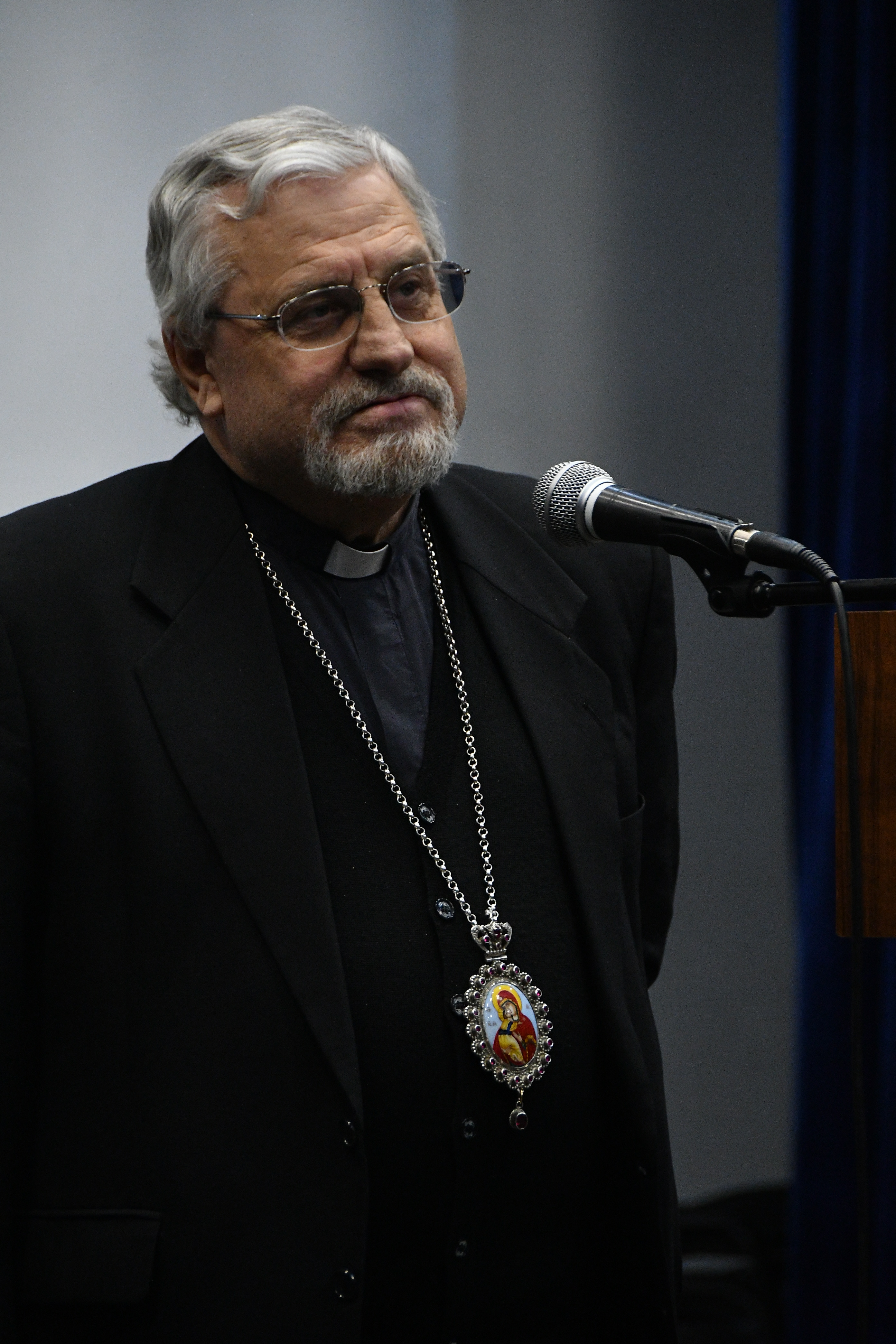
Giorgio Demetrio Gallaro

Bischofswappen von Giorgio Demetrio Gallaro

Giorgio Demetrio Gallaro (* 16. Januar 1948 in Pozzallo, Sizilien) ist ein italienischer Geistlicher und emeritierter Kurienerzbischof.

## Leben
Giorgio Demetrio Gallaro wurde 1971 zum Diakon geweiht. Er empfing am 27. Mai 1972 das Sakrament der Priesterweihe. Im September 1987 wurde er in den Klerus der Eparchie Newton inkardiniert.
Am 31. März 2015 ernannte ihn Papst Franziskus zum Bischof von Piana degli Albanesi. Die Bischofsweihe spendete ihm der Bischof von Lungro, Donato Oliverio, am 28. Juni desselben Jahres. Mitkonsekratoren waren der Apostolische Exarch von Griechenland, Dimitrios Salachas, und der melkitische Bischof von Newton, Nicholas James Samra.
Papst Franziskus bestellte ihn am 25. Februar 2020 zum Sekretär der Kongregation für die orientalischen Kirchen (ab 5. Juni 2022: Dikasterium für die orientalischen Kirchen), für die er zuvor bereits als Konsultor tätig war. Gleichzeitig verlieh ihm der Papst den persönlichen Titel eines Erzbischofs. Am 4. Juli 2020 berief ihn Papst Franziskus zudem zum Konsultor des Päpstlichen Rates zur Förderung der Einheit der Christen.
Am 15. Februar 2023 wurde Giorgio Demetrio Gallaro durch Michel Jalakh OAM als Sekretär des Dikasteriums für die orientalischen Kirchen abgelöst.